# Deutscher Gewerkschaftsbund
Deutscher Gewerkschaftsbund (DGB) är en paraplyorganisation för åtta fackliga organisationer i Tyskland; sammanlagt representeras 6,6 miljoner arbetare (2006). Den grundades i München den 12 oktober 1949. Huvudkontoret är beläget i Berlin. DGB är medlem i Europeiska fackliga samorganisationen och Internationella Fackliga Samorganisationen.
Följande fackliga organisationer är anslutna till DGB:
- IG Bauen-Agrar-Umwelt (IG BAU)
- IG Bergbau, Chemie, Energie (IG BCE)
- Gewerkschaft Erziehung und Wissenschaft (GEW)
- IG Metall (IGM)
- Gewerkschaft Nahrung-Genuss-Gaststätten (NGG)
- Gewerkschaft der Polizei (GdP)
- TRANSNET Gewerkschaft
- Vereinte Dienstleistungsgewerkschaft